# Полет 6833 на „Аерофлот“
Полет 6833 на „Аерофлот“ е редовен е вътрешен пътнически полет от летище „Тбилиси-Ново Алексеевка“, Тбилиси, Грузинска съветска социалистическа република, до Ленинград, Руска съветска федеративна социалистическа република, Съюз на съветските социалистически републики, управляван от „Аерофлот“. На 18 ноември 1983 г. след излитане от Тбилиси седем въоръжени грузински младежи правят опит да отвлекат самолета „Туполев Ту-134A“, който изпълнява полета, но капитанът и вторият пилот предприемат резки маневри, за да им попречат да открият огън, което принуждава похитителите да напуснат пилотската кабина.
По време на инцидента и сблъсъците на борда на машината са ранени няколко души. Капитанът не се съгласява с исканията на похитителите и обикаля над Тбилиси, след което каца на летището в града. Властите разполагат около самолета елитна съветска специална „Алфа“ група от Москва, която щурмува машината на другия ден и арестува тези от похитителите, които са все още живи. Инцидентът отнема живота на трима членове на екипажа, двама пътници и трима похитители.
Похитителите са изправени пред съд, където декларират, че искат „да имат по-добър живот и да живеят в свободно общество“. Трима от четиримата получават смъртни присъди, които са изпълнени на 3 октомври 1984 г.; разстрелян е също и техен приятел православен свещеник, за който се твърди, че е водач на групата. В инцидента не става ясно защо и от кого точно самолетът е надупчен със 108 куршума и смъртта на една от стюардесите поражда спорове. Според публикации Едуард Шеварднадзе не се съгласява да преговаря с родителите на похитителите, за да може да укрепи позициите си сред комунистическото ръководство и да покаже своята лоялност към Москва.